# Periophthalmus spilotus
Periophthalmus spilotus är en fiskart som beskrevs av Murdy och Takita, 1999. Periophthalmus spilotus ingår i släktet Periophthalmus och familjen smörbultsfiskar. Inga underarter finns listade i Catalogue of Life.